# Huta, Bohorodceanî
Huta (în ucraineană Гута) este localitatea de reședință a comunei Huta din raionul Bohorodceanî, regiunea Ivano-Frankivsk, Ucraina.

## Demografie
Componența lingvistică a localității Huta
     Ucraineană (99,32%)
     Alte limbi (0,68%)
Conform recensământului din 2001, majoritatea populației localității Huta era vorbitoare de ucraineană (99,32%), existând în minoritate și vorbitori de alte limbi.